# Madona (stad)
Madona is een stad in Letland. De stad bevindt zich in de gelijknamige gemeente (Madonas novads) en telt 9394 inwoners. Madona kreeg de benaming stad in 1926. De hoogste berg van Letland, de Gaiziņkalns, bevindt zich nabij deze stad. De stad is gericht op toerisme.

## Geschiedenis
De eerste schriftelijke vermelding van Madona dateert uit 1461, toen aartsbisschop Sylvester van Riga de landerijen van Birži Manor verpachtte. Na de Noordse Oorlog werd Madona bij de Vrede van Nystad (1721) deel van het Russische Rijk. Tsarina Elisabeth van Rusland schonk Birži Manor met andere landgoederen in Vidzeme aan graaf Alexander Buturlin. Tsarina Catharina II kocht vervolgens de landerijen terug en schonk ze aan een ander familielid van haar hof, de Servische majoor-generaal Maxim Zorić. 
Volgens een verklaring is de naam van de plaats afkomstig van het nabijgelegen Madonameer. Een andere verklaring stelt dat de naam is afgeleid van de verduitsing van Birži Manor (Madohn of Modohn) en dat het station aan de smalspoorlijn Pļaviņas - Valka daarom eveneens Madona heet. Het dorp, dat langzaam rond het station begon te ontstaan, kreeg vervolgens dezelfde naam. Het station dateert uit 1903.
Vanaf 1925 was Madona het centrum van een nieuw gestichte parochie. Op 7 juni 1926 kreeg de plaats stadsrechten. In die tijd waren er rond 1350 inwoners. Na de Tweede Wereldoorlog vestigde er zich industrie, wat verdere groei tot gevolg had. Vanaf het begin van de 21e eeuw is het aantal inwoners gaan dalen.

## Bevolking
Het Letse Centraal Bureau voor Statistiek vermeldt per 1 januari 2007 een aantal van 9.242 inwoners.
De bevolking bestond voor 79% uit Letten, 16% Russen, 2% Wit-Russen, 1% Oekraïners en 1% Polen. Per 1 januari 2016 was het aantal inwoners gedaald tot 7971 en in 2018 tot 7578 personen.

## Geografie
Madona ligt in een heuvelachtige omgeving, het terrein loopt in het algemeen af van noordwest naar zuidoost. Enkele riviertjes en beken stromen door het gebied: de Lisa, Leivārīte, Ridzīte, Mucenieki, Rieba en Madona-rivier. In een van de valleien waar ze door stromen is een park met een aangelegd waterreservoir met een van de hoogste fonteinen van Letland.

## Bezienswaardigheden

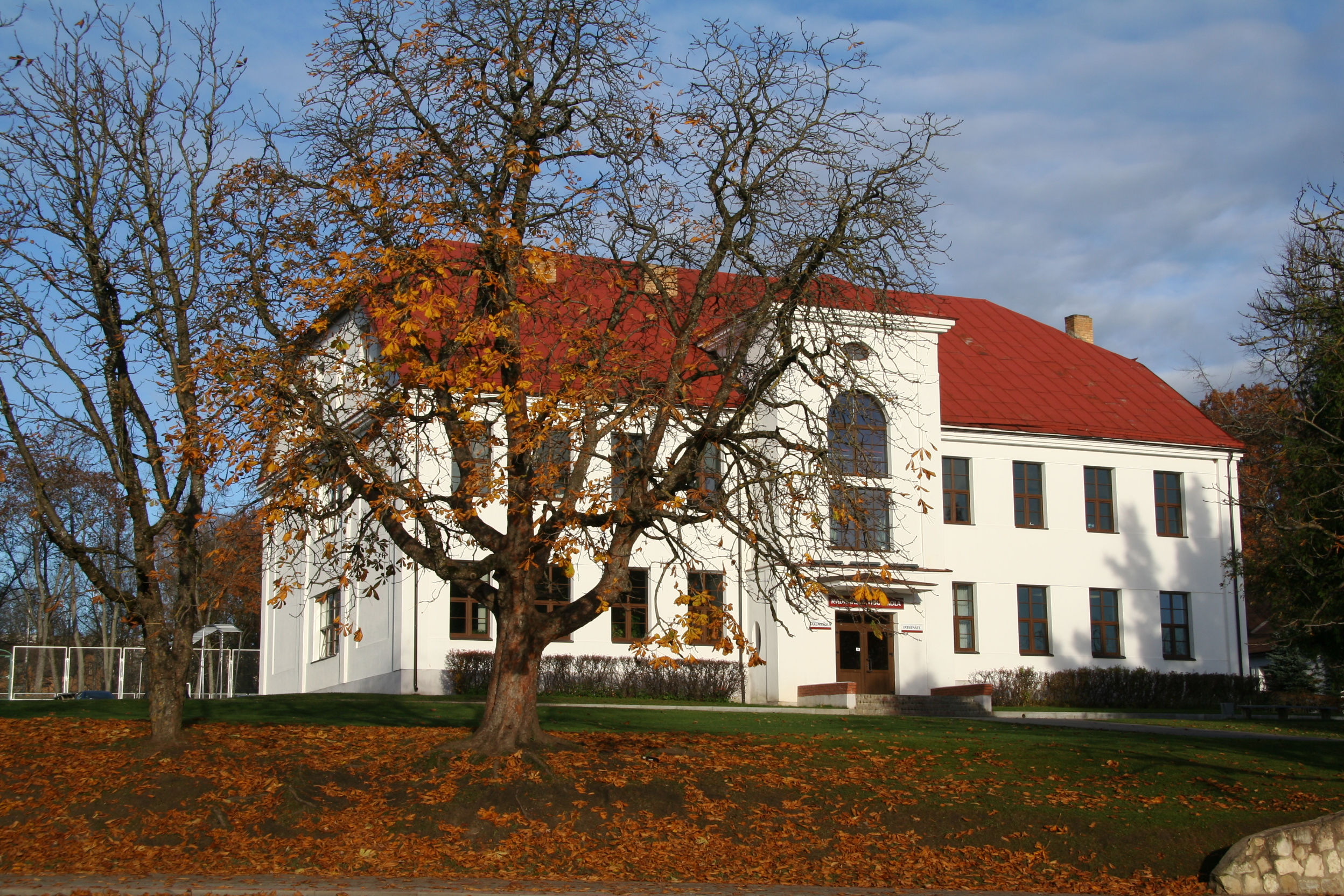
Schoolstraat, Madona

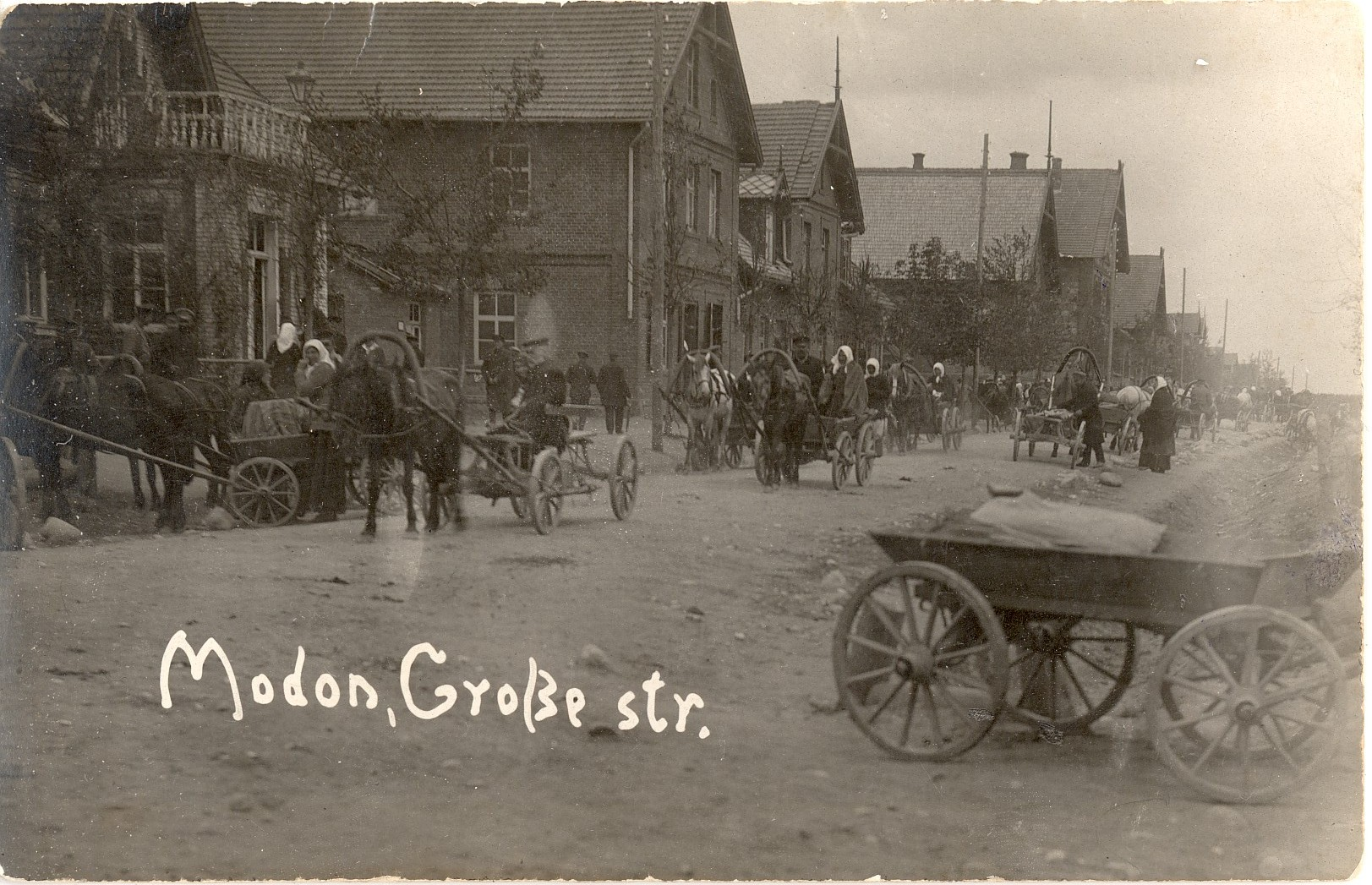
Hoofdstraat, Madona (1918)

- Madona stadsmuseum, opgericht in 1944, gevestigd in het historische Birži Manor.
- The Love Glen (Lets: Mīlestības grava). Hierdoor stroomt de Madona-rivier, waarlangs voetpaden zijn aangelegd. Bij de ingang ligt de vijver met fontein.
- Madona school voor voortgezet onderwijs, het eerste gebouw met drie verdiepingen in Madona, gebouwd in 1924–1926.
- Voormalig hotel, een van de oudste gebouwen, gebouwd in 1901 met rotsblokken en baksteen.
- Lazdona Lutherse kerk, (1802–1805)
- Lazdona Heilige Drie-eenheidskerk, Orthodox (1863–1866)
- Madona Katholieke kerk (1931–1934)

## Toerisme
Madona ligt ongeveer 170 km ten oosten van de hoofdstad Riga. 
De populairste trekpleisters in de omgeving zijn:
- Gaizinkalns, met 311,6 meter de hoogste heuvel van Letland, met een wandelpad van 2 km naar de top. In de heuvelachtige omgeving zijn wintersportmogelijkheden ontwikkeld.
- Natuurreservaat Teiča en natuurpark Krustkalni. Er bestaat de mogelijkheid om met een gids deze gebieden te bezoeken; er zijn vogelobservatietorens. De gebieden hebben een grootte van 19.600 hectare.
- Kalsnava Arboretum - 130 ha groot met bijzondere bomen en struiken.
- Lubana meer - grootste meer van Letland, ligt deels in Madona. Mogelijkheden zijn vissen, zwemmen, vogelobservatie, huren van een fiets of telescoop.
- Een aantal boerderijen zijn voor publiek geopend: o.a. konijnen- en geitenfokkerij "Sveki", geitenfarm "Līvi", "Kucuru boerderij", "Ataugas".
- Wintersportcentra: "Smeceres sils",[3]; "Gaizins",[4]; "Viešūra kalns",[5]; "Rēķu kalns"[6] Langlaufen en biathlon zijn populair, alpien skiën beperkt mogelijk.
- Plaatselijk museum[7]
- Workshops (kunst en handvaardigheid) en culturele events.
- Accommodatie - 1 SPA hotel "Marcienas Manor",[8]; 5 hotels, vakantiewoningen en campings.
- Madona Tourism information centre, Saieta square 1, Madona.[9]

## Geboren
- Raivis Broks (1984), bobsleeër
- Edgars Točs (1988), beachvolleyballer

## Afbeeldingen

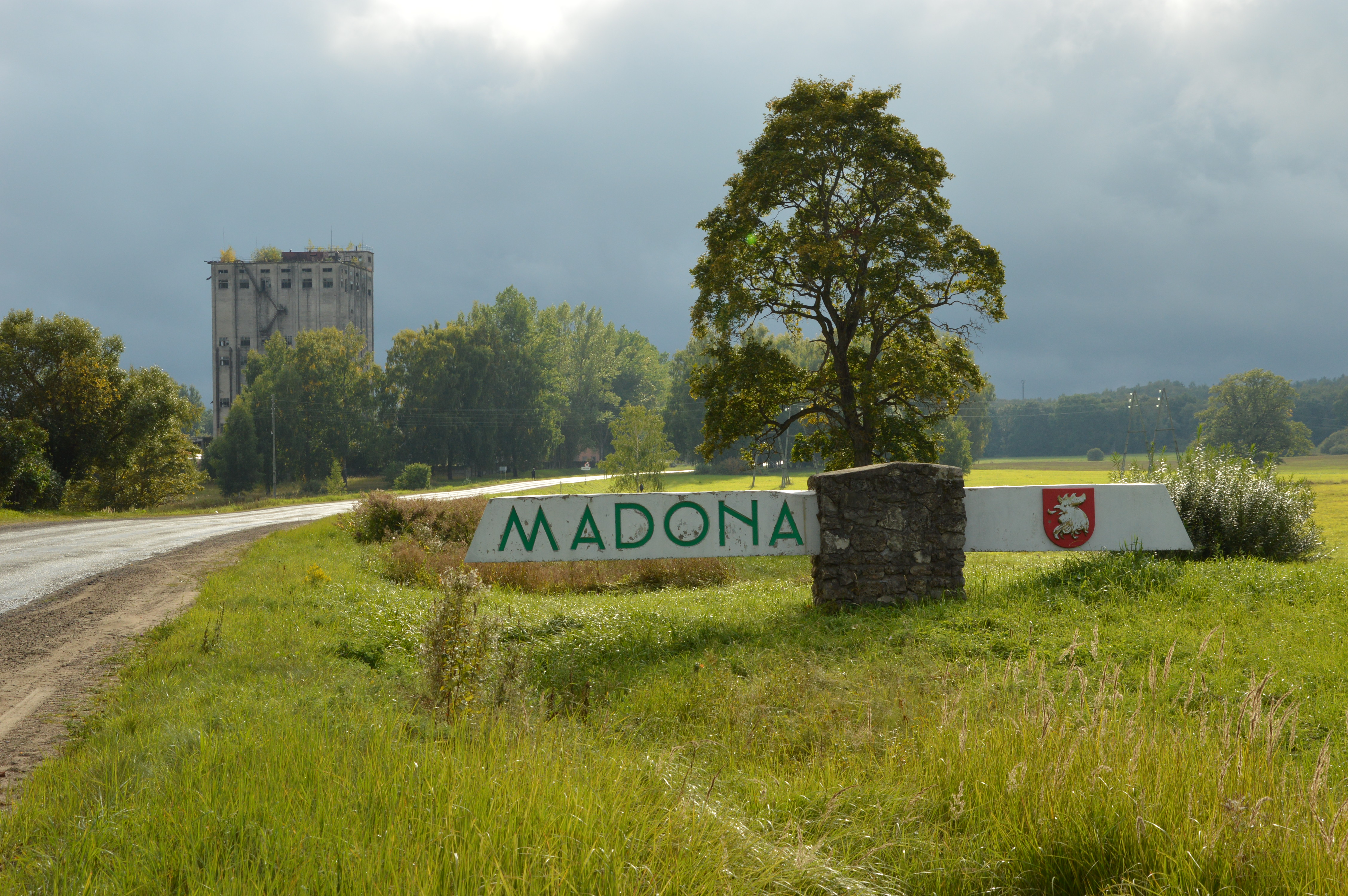
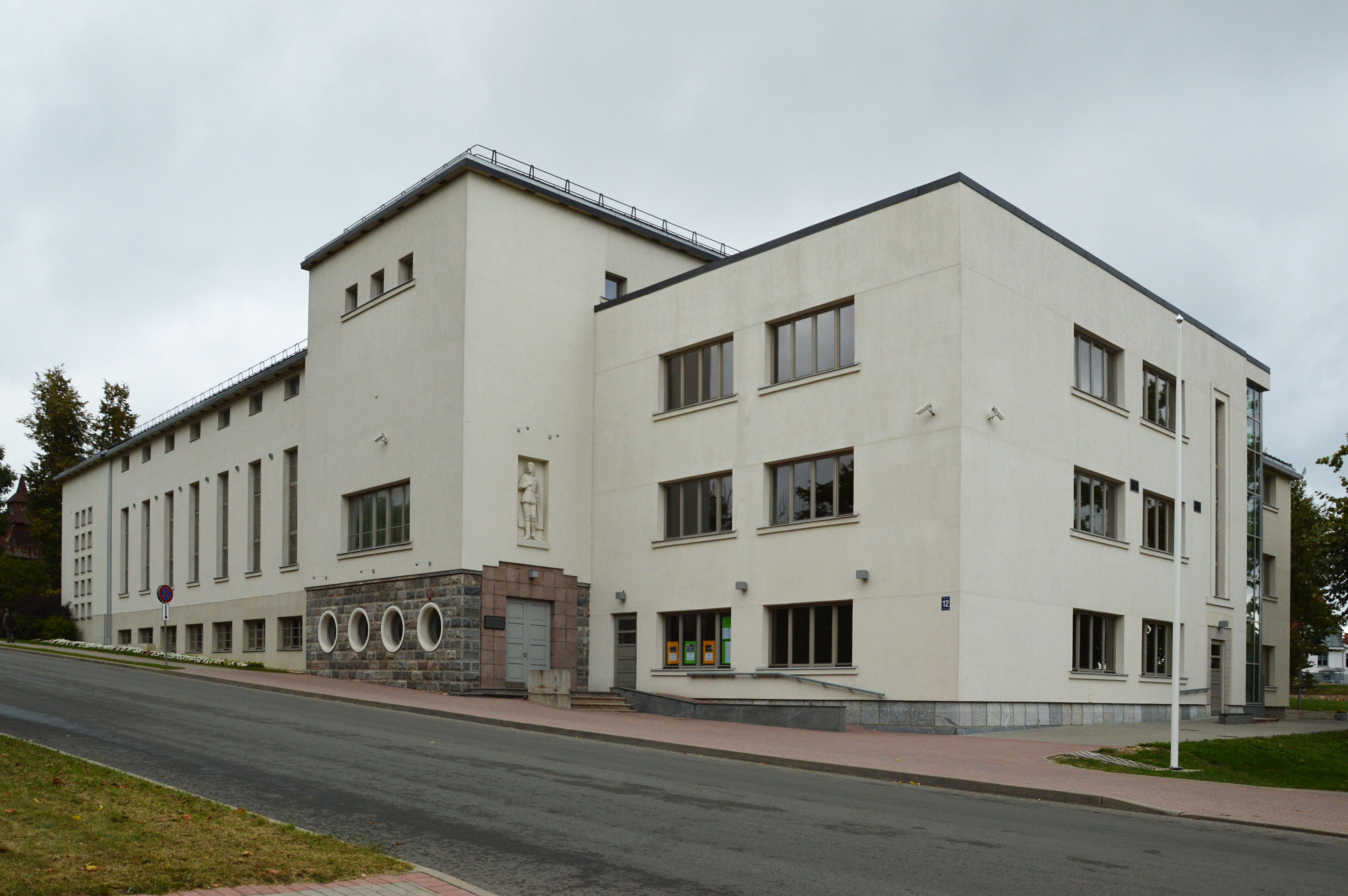
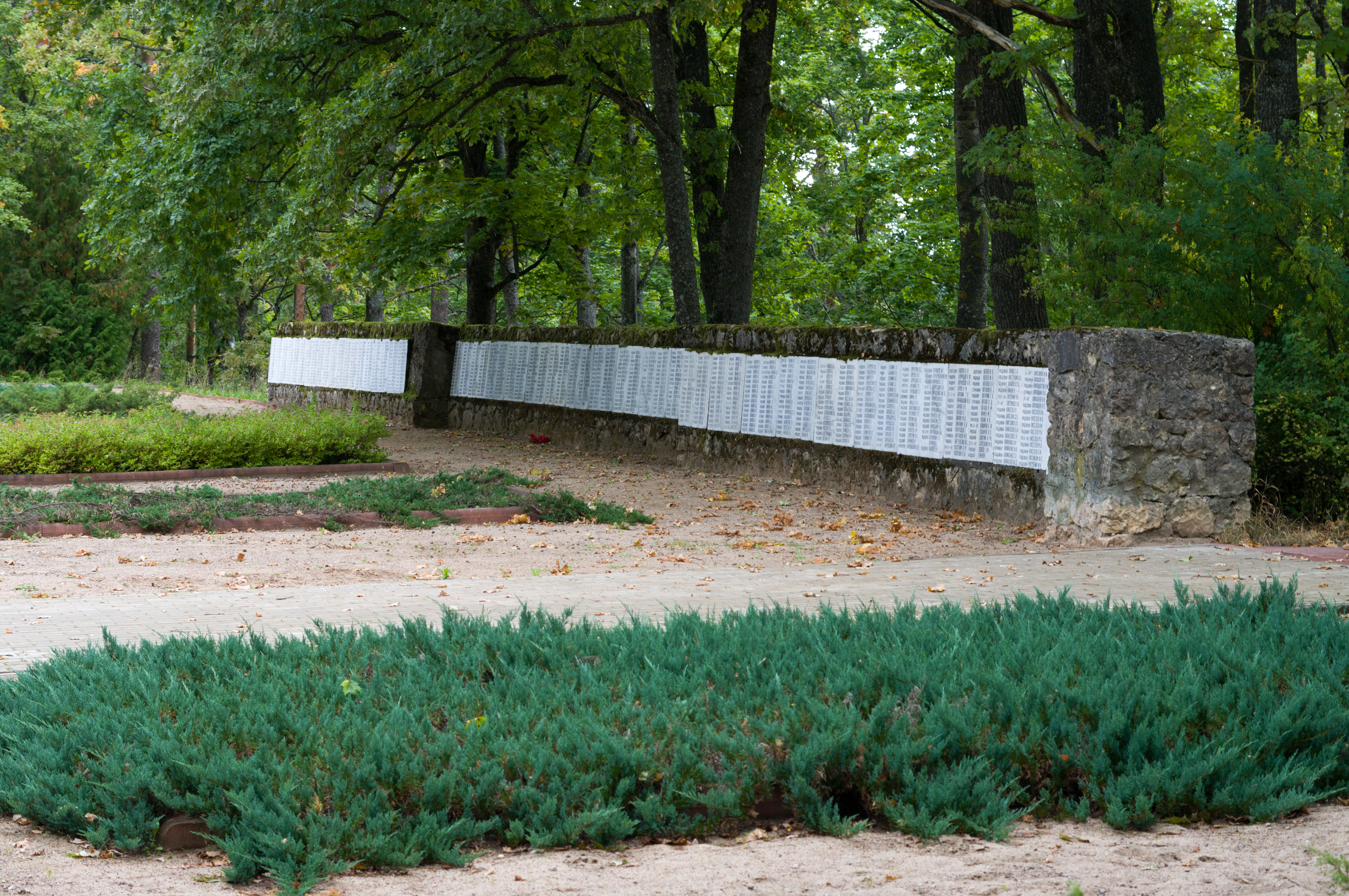
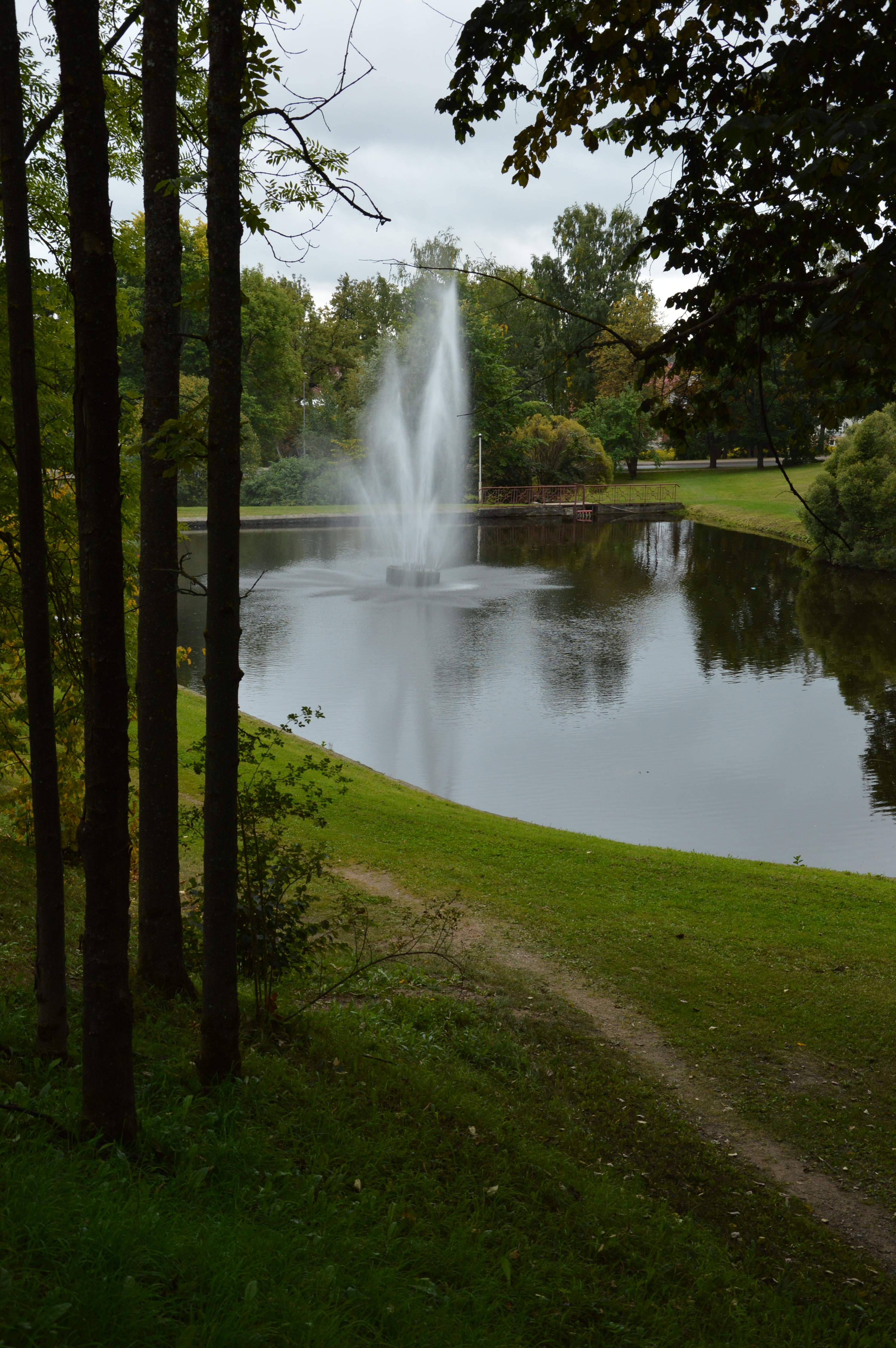